# Girolt
Girolt (románul: Ghirolt) falu Romániában, Erdélyben, Kolozs megyében.

## Nevének eredete
Neve egy német eredetű személynévből való. 1333-ban Gur, 1334-ben Gerolch, 1338-ban Gerold, 1348-ban Gerolt, 1438-ban Gyrolth, 1439-ben Geroth alakban írták.

## Földrajz

### Fekvése, domborzat
Szamosújvártól 21 kilométerre nyugatra, a Szamos-menti dombságon fekszik.

## Népesség

### A népességszám változása
A falu népessége 1850 és 1966 között hétszáz és ezer fő körül mozgott, de 1966-tól 2002-ig a felére esett vissza.

### Etnikai és vallási megoszlás
- 1880-ban 769 lakosából 675 volt román, 59 magyar és 34 egyéb (cigány) anyanyelvű; 703 görögkatolikus és 56 református vallású.
- 2002-ben 463 lakosából 456 volt román és 7 magyar nemzetiségű; 418 ortodox, 39 pünkösdi és 5 református vallású.

## Története
A középkorban katolikus falu volt, 1509-ben még említették plébánosát. A 16. század második felében unitárius hitre tért át. Unitárius egyháza Kide filiájaként még a 18. században is létezett, de a 17. század nagy részében már református többségű lehetett. 1620-ban Demeter vára néven vár is állt itt. 1664-ben a törökök feldúlták. Első román lakosai valószínűleg ezután költöztek be, mivel 1658-ban még nem volt ortodox közössége. 1750-ben 27 kuriális nemes, nyolc jobbágy, 62 birtokos és hét birtoktalan zsellér és 11 kóborló lakta, a nemesek többsége román volt. A hatóságok 1769-ben elrendelték, hogy ortodox templomát adják át a görögkatolikusoknak. 1786-ban 59 jobbágy, 19 zsellér és hat vagyontalan családfővel írták össze, legnagyobb birtokosa br. Bánffy Sándor volt. Reformátusai előbb Ormány, majd Esztény filiáját alkották, de 1843 körül a pap már csak évente háromszor látogatott a faluba. A volt jobbágyok 1848. szeptember 28-án agyonvertek két birtokost, Babos Károlyt és Békési Zsigmondot, ezért 1849 tavaszán a honvéd vadászok hat lakosát kivégezték. Reformátusai már a 19. század közepén sem beszéltek magyarul. Ma is álló templomukat 1887-ben építették. Az 1809-ben épült görögkatolikus (1948 után ortodox) fatemplomot az országos műemléki lista ugyan tartalmazza, valójában azonban már 1990-ben lebontották, miután a gyülekezet 1969 és 1977 között új templomot épített. A falu 1876-ig Belső-Szolnok vármegyéhez tartozott, akkor Szolnok-Doboka vármegyéhez csatolták. 1944 őszén román „önkéntesek” kegyetlenkedésbe fogtak a helyi református magyarok ellen, aminek szovjet katonák megérkezése vetett véget.

## Látnivalók
- Református templom
- Görögkatolikus templom

## Híres emberek
- Itt született 1944-ben Széplaki Attila sebész.